# Українська Соціалістична Партія (1950)
Українська Соціалістична Партія (УСП) — об'єднання колишніх українських соціалістичних партій: з Наддніпрянщини (Української Соціал-Демократичної Робітничої Партії й Української Партії Соціалістів-Революціонерів) і з Західної України (Української Соціал-Демократичної Партії і Української Соціалістично-Радикальної Партії), довершене на конференції 25 — 26 березня 1950 в Авґсбурзі (Німеччина).
УСП підтримувала державний центр УНР і входила до складу Української Національної Ради. До числа лідерів УСП належали: Спиридон Довгаль, Володимир Лисий, Степан Ріпецький, Матвій Стахів, Панас Феденко, Богдан Феденко, Яків Зозуля, інженер Іван Лучишин та ін.; органи: «Вільне Слово» і «Вільна Україна».